# سیموگو
سیموگو (انگلیسی: Simogo) شرکت بازی ویدئویی سوئدی است، که در سال ۲۰۱۰ تأسیس شد.